# Соціал-демократична партія (Андорра)
Соціал-демократична партія (кат. Partit Socialdemòcrata) — андоррська соціал-демократична політична партія, заснована 2000 року.
На перших своїх парламентських виборах 2001 року здобула 30% голосів. На наступних виборах, що відбулись у 2004 році, покращила свій результат, отримавши 38,1% голосів, і стала провідною опозиційною силою країни. На виборах 26 квітня 2009 року здобула перемогу, завоювавши 45,03% голосів виборців, й отримала 14 з 28 місць у парламенті країни. У 2011 році знову увійшла (частково) до парламенту у складі блоку Демократи Андорри.
Лідер партії з моменту її заснування — Жауме Бартумеу Кассані.